# Louis Beniger
Louis Beniger, slovenski pisatelj, publicist in urednik * 12. oktober 1894, Ilirska Bistrica, † 4. marec 1979, La Grange, ZDA.
Ameriško književnost je doštudiral na univerzah v Iowi in Wisconsinu. Realistične povesti in črtice je objavljal v Ameriškem družinskem koledarju, Majskem glasu v zbirki Ameriške povesti (COBISS) in drugje. Pisal je tudi o vprašanjih ameriških delavcev. Bil je urednik Prosvete in Mladinskega lista, v katerem je mladim Američanom slovenskega rodu predstavljal vidnejše slovenske književnike.